# Alfonsas Macaitis
Alfonsas Macaitis (*  13. April 1956 in Viešvilė, Rajongemeinde Jurbarkas) ist ein litauischer Politiker.

## Leben
Nach dem Abitur 1974 in Vilkyškiai bei Pagėgiai absolvierte er von 1974 bis 1979 das Diplomstudium des Radioingenieurwesens an der Fakultät für Radioelektronik am Politechnikos institutas in Kaunas.
Von 1979 bis 1981 arbeitete er als Ingenieur bei Šiaulių televizorių gamykla.
Ab 1981 arbeitete er bei Komsomol in Šiauliai, ab 1982 als Instruktor, ab 1985 als ZK-Sekretär, ab 1986 als erster Sekretär.
1986 wurde er Deputat im Obersten Sowjet von Sowjetlitauen.
Von 1995 bis 1997 und von 2006 bis 2010 war er Leiter vom Bezirk Vilnius, von 2005 bis 2006 Berater von Arūnas Kundrotas im Umweltministerium Litauens.
Von 2000 bis 2004 war er Mitglied im Seimas.
Ab 1981 war er Mitglied der KPdSU, ab 1990 der LDDP, ab 2001 der Lietuvos socialdemokratų partija.

## Auszeichnungen
- 2004: Orden für Verdienste um Litauen, Karininko kryžius